# Leo Gámez
Silvio Rafael Gámez (nacido el 8 de agosto de 1963), más conocido como Leo Gámez, es un exboxeador venezolano ex campeón mundial de Peso mínimo, Peso minimosca, Peso mosca y Peso supermosca Gámez se convirtió en el primer boxeador de peso mosca en la historia en ganar títulos mundiales en cuatro divisiones diferentes.
Gámez es considerado por algunos críticos del boxeo como uno de los mejores boxeadores de Venezuela desde la era de Betulio González. Además es uno de los 11 boxeadores latinos en ganar títulos mundiales en cuatro divisiones de peso, los otros son Roberto Durán, Oscar De La Hoya, Erik Morales, Jorge Arce, Juan Manuel Márquez, Miguel Cotto, Román González, Mikey Garcia, Canelo Álvarez, y Leo Santa Cruz

## Carrera profesional

### Primer título mundial (Peso mínimo)
El 10 de enero de 1988, Gámez disputó el campeonato mundial de peso mínimo vacante de la AMB contra Bong-Jun Kim. En lo que también fue su primera pelea en el extranjero, Gámez se convirtió en campeón mundial por primera vez cuando superó a Kim en 12 asaltos en Corea del Sur. Luego de esa victoria, se convirtió en una celebridad tanto en Venezuela como a nivel internacional.
Sin embargo, tuvo varios problemas después de ganar su primer campeonato mundial y solo pudo defender ese título una vez, noqueando a Kenji Yokozawa en tres rondas en Japón. Cuando sufrió una fractura en el brazo no mucho tiempo después, decidió dejar el título vacante y tomó un descanso prolongado del boxeo.

### Regreso al cuadrilátero
El 29 de octubre de 1989, Gámez finalmente pudo regresar y noqueó a Victoriano Hernández en cinco asaltos en Turmero, dos meses después enfrentaría a Mauricio Mauricio Bernal al cual noqueo en 7 asaltos. En 1990 intentó, por primera vez, ganar el campeonato mundial de peso minimosca de la AMB. 
El 29 de abril de 1990, se enfrentó al campeón mundial Myung-Woo Yuh en Corea del Sur. Gámez perdió una controvertida decisión dividida en doce asaltos; muchos fanáticos y observadores pensaron que se merecía la victoria, y la AMB ordenó una revancha inmediata. El 10 de noviembre de ese año, volvería a pelear contra Woo Yuh en Corea del Sur y, una vez más, Woo Yuh ganó por decisión en doce asaltos para retener el título mundial.
Gámez regresó a Corea del Sur, donde desafió al campeón mundial de peso mosca de la AMB, Yong-Kang Kim, el 5 de noviembre de 1991. Gámez volvió a perder por un decisión de doce asaltos, pero decidió mantenerse activo en el boxeo después de esa derrota.

### Segundo título mundial (Peso minimosca)
Gámez hizo su tercer intento por el título mundial de peso minimosca. de la AMB, que quedó vacante después del retiro de Woo Yuh. La pelea se realizó el 21 de noviembre de 1993, contra Shiro Yashiro, en Tokio. Gámez finalmente ganó el título mundial de peso minimosca. su segundo campeonato mundial, al noquear a Yashiro en nueve asaltos. Defendió el título con éxito tres veces, con peleas en Panamá y Tailandia (dos veces), antes de perderlo ante Hi-Yong Choi el 4 de febrero de 1995, una vez más en Corea.

### Tercer título mundial (Peso Mosca)
Gámez se unió al grupo exclusivo de campeones en ganar títulos en tres o más divisiones de peso, al mismo tiempo que se convirtió en el primero entre los que se proclamaron campeón mundial de peso mosca, cuando eliminó al campeón mundial de la AMB, Hugo Rafael Soto, en tres asaltos el 13 de marzo de 1999. La pelea, celebrada en el Madison Square Garden de Nueva York, también marcó el debut de Gamez como luchador profesional en los Estados Unidos.

## Retiro profesional
Luego de dos derrotas más por decisión, incluida una en una revancha con Todaka, Gámez decidió retirarse definitivamente del box, saliendo con un récord de 35 victorias, 12 derrotas y un empate , 26 de sus victorias por nocaut.

## Registro Profesional
| 35 Ganadas (26 KOs), 12 Derrotas, 1 Empates |         |                            |                       |                 |             |                                          |                                                            |
| Resultado                                   | Récord  | Rival                      | Método                | Asalto - Tiempo | Fecha       | Localización                             | Título                                                     |
| D                                           | 35-12-1 | Prakorb Udomna             | UD                    | 12              | 22-12-2005  | Bangkok, Tailandia                       | Pelea por el título mundial interino AMB del Peso gallo    |
| G                                           | 35-11-1 | Dioberto Julio             | TKO                   | 6, (10)         | 13-08-2005  | Maracay, Venezuela                       |                                                            |
| D                                           | 34-11-1 | Volodymyr Sydorenko        | UD                    | 12              | 26-10-2004  | Rostock, Alemania                        | Eliminatoria por el título mundial AMB del Peso gallo      |
| D                                           | 34-10-1 | Hideki Todaka              | SD(Decisión dividida) | 12              | 04-10-2003  | Kokugikan, Japón                         | Pelea por el título mundial AMB del Peso gallo             |
| D                                           | 34-9-1  | Johnny Bredahl             | UD                    | 12              | 08-11-2002  | Frederiksberg, Dinamarca                 | Pelea por el título mundial AMB del Peso gallo             |
| G                                           | 34-8-1  | Fidel Romero               | UD                    | 10              | 27-04-2002  | Turmero, Venezuela                       |                                                            |
| D                                           | 33-8-1  | Celes Kobayashi            | TKO                   | 10, (12) 2:29   | 11-03-2001  | Yokohama, Japón                          | Pierde el título Mundial AMB del Peso supermosca           |
| G                                           | 33-7-1  | Hideki Todaka              | KO                    | 7, (12) 2:13    | 09-10-2000  | Nagoya, Japón                            | Gana el título Mundial AMB del Peso supermosca             |
| D                                           | 32-7-1  | Sornpichai Kratingdaenggym | KO                    | 8, (12) 2:52    | 03-09-1999  | Mukdahan, Tailandia                      | Pierde el título Mundial AMB del Peso mosca                |
| G                                           | 32-6-1  | Josue Camacho              | TKO                   | 8, (12)         | 29-05-1999  | San Juan, Puerto Rico                    | Gana el título Mundial Interino AMB del Peso supermosca    |
| G                                           | 31-6-1  | Hugo Rafael Soto           | KO                    | 3, (12)         | 13-03-1999  | Madison Square Garden, New York, EE. UU. | Gana el título Mundial AMB del Peso mosca                  |
| G                                           | 30-6-1  | Gilberto Gonzalez          | KO                    | 8, (12)         | 03-10-1998  | Caracas, Venezuela                       | Gana el título AMB Fedelatin del Peso mosca                |
| D                                           | 29-6-1  | Aquiles Guzmán             | PTS                   | 12              | 07-10-1996  | Maracay, Venezuela                       | Pierde el título AMB Fedelatin del Peso mosca              |
| D                                           | 29-5-1  | Somchai Chertchai          | SD(Decisión dividida) | 12              | 24-03-1996  | Rangsit, Tailandia                       | Pelea por el título Mundial AMB el Peso mosca              |
| G                                           | 29-4-1  | Álvaro Mercado             | TKO                   | 4, (12)         | 18-09-1995  | Maracay, Venezuela                       | Retiene el título AMB Fedelatin del Peso mosca             |
| G                                           | 28-4-1  | Aquiles Guzmán             | UD                    | 12              | 20-05-1995  | La Asunción, Venezuela                   | Gana el título AMB Fedelatin del Peso mosca                |
| D                                           | 27-4-1  | Choi Hi-yong               | UD                    | 12              | 04-02-1995  | Ulsan, Corea del sur                     | Pierde el título Mundial AMB del Peso minimosca            |
| G                                           | 27-3-1  | Sompoch Harnvichachai      | TKO                   | 6, (12) 2:00    | 09-010-1994 | Bangkok, Tailandia                       | Retiene el título Mundial AMB del Peso minimosca           |
| E                                           | 26–3–1  | Kaaj Chartbandit           | Decisión              | 12              | 27-06-1994  | Bangkok, Tailandia                       | Retiene el título Mundial AMB del Peso minimosca           |
| G                                           | 26-3    | Juan Antonio Torres        | TKO                   | 7, (12) 1:18    | 05-02-1994  | Ciudad de Panamá, Panamá                 | Retiene el título Mundial AMB del Peso minimosca           |
| G                                           | 25-3    | Shiro Yahiro               | TKO                   | 9, (12) 2:20    | 21-10-1993  | Korakuen Hall, Japón                     | Gana el título Mundial AMB Vacante del Peso minimosca      |
| G                                           | 24-3    | Oswaldo Osorio             | KO                    | 2, (10)         | 11-07-1993  | Caracas, Venezuela                       |                                                            |
| G                                           | 23-3    | Carlos Alberto Rodríguez   | PTS                   | 10              | 19-12-1992  | Turmero, Venezuela                       |                                                            |
| G                                           | 22-3    | Benedicto Murillo          | TKO                   | 5,(10)          | 12-06-1992  | Turmero, Venezuela                       |                                                            |
| G                                           | 21-3    | Rafael Julio               | KO                    | 2,(8)           | 09-05-1992  | Turmero, Venezuela                       |                                                            |
| D                                           | 20-3    | Kim Yong-kang              | UD                    | 12              | 05-10-1991  | Incheon, Corea del sur                   | Pelea por el título Mundial AMB del Peso mosca             |
| D                                           | 20-2    | Yuh Myung-woo              | UD                    | 12              | 10-11-1990  | Pohang, Corea del sur                    | Pelea por el título Mundial AMB del Peso minimosca         |
| D                                           | 20-1    | Yuh Myung-woo              | SD                    | 12              | 29-04-1990  | Seúl, Corea del sur                      | Pelea por el título Mundial AMB del Peso minimosca         |
| G                                           | 20-0    | Mauricio Bernal            | TKO                   | 7, (10)         | 15-12-1989  | Turmero, Venezuela                       |                                                            |
| G                                           | 19-0    | Victoriano Hernandez       | KO                    | 5, (10)         | 29-10-1989  | Turmero, Venezuela                       | Retorno al boxeo después de lesión                         |
| G                                           | 18-0    | Kenji Yokozawa             | TKO                   | 3, (12)         | 24-04-1988  | Korakuen Hall, Japón                     | Retiene el título mundial AMB del Peso mínimo              |
| G                                           | 17-0    | Bong Jun Kim               | UD                    | 12              | 10-01-1988  | Busan, Corea del sur                     | Gana el título mundial vacante AMB del Peso mínimo         |
| G                                           | 16-0    | Victoriano Hernandez       | PTS                   | 10              | 10-10-1987  | Turmero, Venezuela                       |                                                            |
| G                                           | 15-0    | Alfredo Reyes              | TKO                   | 2, (10)         | 22-08-1987  | Turmero, Venezuela                       | Retiene el título nacional Venezolano del Peso mínimo      |
| G                                           | 14-0    | Leonardo Paredes           | TKO                   | 4, (8)          | 23-06-1987  | Maracay, Venezuela                       |                                                            |
| G                                           | 13-0    | Pedro Nieves               | KO                    | 2, (10)         | 20-04-1987  | Turmero, Venezuela                       | Gana el título nacional venezolano vacante del Peso mínimo |
| G                                           | 12-0    | Jose G Castillo            | TKO                   | 5, (8)          | 21-03-1987  | Maracay, Venezuela                       |                                                            |
| G                                           | 11-0    | Rafael Bolívar             | TD(Decisión técnica)  | 2, (8)          | 02-02-1987  | Maracay, Venezuela                       |                                                            |
| G                                           | 10-0    | Alberto Escorcia           | KO                    | 4, (8)          | 28-11-1986  | Maracaibo, Venezuela                     |                                                            |
| G                                           | 9-0     | Jose G Castillo            | PTS                   | 8               | 31-10-1986  | Valle de la Pascua, Venezuela            |                                                            |
| G                                           | 8-0     | Rafael Lara                | KO                    | 3, (8)          | 30-09-1986  | Maracay, Venezuela                       |                                                            |
| G                                           | 7-0     | Fidel Gonzalez             | KO                    | 5, (8)          | 26-07-1986  | Maracay, Venezuela                       |                                                            |
| G                                           | 6-0     | Rafael Lara                | KO                    | 6, (8)          | 19-04-1986  | Maracay, Venezuela                       |                                                            |
| G                                           | 5-0     | Alberto Pimienta           | KO                    | 3, (8)          | 05-11-1985  | Maracaibo, Venezuela                     |                                                            |
| G                                           | 4-0     | Jose Escorcia              | KO                    | 4, (8)          | 14-08-1985  | El Guayabo, Venezuela                    |                                                            |
| G                                           | 3-0     | Jose G Castillo            | KO                    | 5, (8)          | 11-06-1985  | Maracay, Venezuela                       |                                                            |
| G                                           | 2-0     | Alcides Hernandez          | PTS                   | 4               | 17-04-1985  | Maracay, Venezuela                       |                                                            |
| G                                           | 1-0     | Francisco Garcia           | PTS                   | 4               | 14-02-1985  | Maracay, Venezuela                       | Debut Profesional                                          |